# Merluza

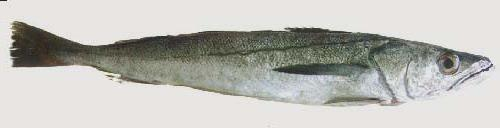
Merluza.

Merluza (en latín Merluccius, «lucio de mar», debido al parecido con el pez carnívoro de agua dulce) es el nombre común de varios peces marinos del orden de los gadiformes. Estos peces realizan dos tipos de migraciones: una de carácter diario, ascendiendo durante la noche a las capas superiores del mar para alimentarse y descendiendo durante el día, y otra de tipo estacional, relacionada al ciclo reproductivo de cada especie.
A la merluza joven, de peso inferior a 1,5 kg, se la conoce como pescadilla.

## Especies
- Familia Merlucciidae
  - Merluza argentina (Merluccius hubbsi)
  - Merluza austral (Merluccius australis)
  - Merluza de cola (Macruronus magellanicus)
  - Merluza europea (Merluccius merluccius)
  - Merluza del Pacífico sur (Merluccius gayi)
- Familia: Nototheniidae
  - Merluza negra (Dissostichus eleginoides)
- Familia Gadidae
  - Merluza blanca (Urophycis tenuis)
  - Merluza roja (Urophycis chuss)

## Distribución geográfica
La mayoría de las especies de merluza pueden ser encontradas en el cono sur americano: Uruguay Argentina, y Chile. En Chile, pasan por los mares de Valparaíso hasta el estrecho de Magallanes. En el sector atlántico están estrechamente relacionadas con la corriente de Malvinas. La merluza austral (Merluccius australis) también tiene una población en Nueva Zelanda, mientras que la merluza negra (Dissostichus eleginoides) puede ser encontrada en el océano Índico. La merluza europea (Merluccius merluccius) se distribuye por las costas de Europa y del norte de África.

## Importancia económica
Todas las variedades son explotadas como recurso pesquero de los países donde se encuentran, tanto para el consumo interno como para la exportación al resto del mundo.
Tanto la pesca como el consumo de merluza son especialmente altos en Europa, sobre todo en España, a quien corresponde el 35% de la pesca de merluza de la UE, y donde es con diferencia la especie de pescado más consumida del mercado. La merluza europea se captura comúnmente en el Atlántico nororiental, y en menor medida en el mar Mediterráneo, en el Mar Negro y en el Atlántico central oriental.
La especie más aprovechada en América es la merluza argentina (Merluccius hubbsi), por ser un recurso de gran tamaño y el más conocido entre los consumidores. Se procesa mayoritariamente como filete y eviscerada y descabezada, entre otras formas. Las intensas capturas de esta variedad en la cuenca pesquera argentina ocasionaron que su población disminuyera drásticamente.
La merluza de cola (Macruronus magellanicus) es un recurso menos explotado por el desconocimiento del tamaño del recurso, las limitaciones para su procesado y el poco conocimiento en el mercado sobre este producto. Sus principales utilidades son como filete y surimi.
Las artes de pesca empleadas para la captura de merluzas son las redes de arrastre de fondo y las semi-pelágicas, además del palangre. A la merluza pescada con este último método se la conoce como merluza de pincho.
La merluza también se utiliza en el plato típico inglés fish and chips, aunque en menor frecuencia, ya que generalmente se suele utilizar bacalao y otros peces de la zona.